# Юстедальсбреен

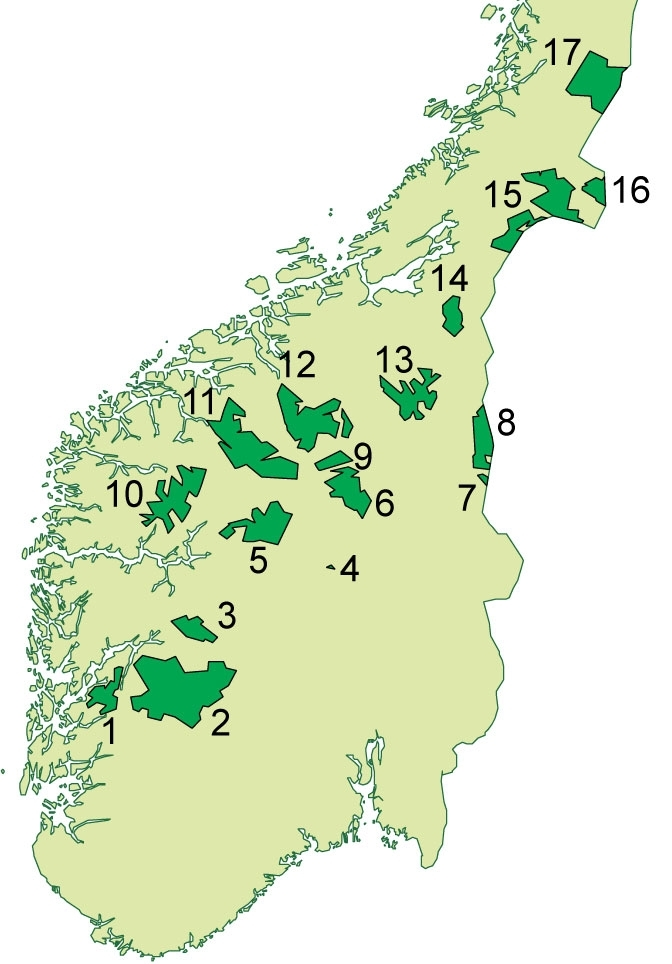
Національний парк Юстедальсбреенна карті під номером 10

Національний парк Юстедальсбреен(норв. Jostedalsbreen nasjonalpark) — національний парк на заході Норвегії. Національний парк Юстедальсбреенмає популярність серед туристів та альпіністів.
У Національному парку Юстедальсбреенрозташований найбільший у материковій Європі льодовик (норв. Jostedalsbreen) — Юстедаль, який покриває територію площею 487 км². Найвища точка парку — гора Лудалскопа (норв. Lodalskåpa) висотою 2 083 м.
Останнім часом льодовик із кожним роком все зменшується в розмірах. Проте завдяки цьому вдалось знайти руїни ферм, які завалив і покрив даний льодовик близько 1750 року.

## Назва
Перша частина Юстедаль (норв. Jostedal) пішла від назви колишньої комуни Юстедаль, яка в 1963 році була об'єднана з комуною Лустер. Друга частина являє собою слово (норв. bre), яке означає льодовик.

## Музеї
На території парку розташовані 3 музеї:
1. Норвезький центр льодовиків (норв. Breheimsenteret) в долині Йосте (норв. Jostedal) в комуні Лустер.
2. Центр в національному парку Юстедальсбреен (норв. Jostedalsbreen Nasjonalparksenter) в комуні Стрюн (норв. Stryn).[2]
3. Норвезький музей льодовиків (норв. Norsk Bremuseum) біля села Ф'єрланн (норв. Fjærland).

|  |  |  |